# Ferdinand Karpik
Ferdinand Karpik (* 1922 in Poznań; † 18. April 1997 in Salzburg) war ein deutsch-österreichischer Geschäftsmann polnischer Herkunft, der als Investor und/oder Strohmann für Franz Olah in die Affäre um die Wiedergründung der Kronen-Zeitung verwickelt war.

## Leben
Ferdinand Karpik verbrachte die Zeit vom 20. April 1940 bis zum 11. April 1945 in den Konzentrationslagern Dachau und Buchenwald. Seine Verbundenheit mit Franz Olah stammt aus diesen Jahren. Nach 1945 war Karpik im internationalen Viehhandel tätig, namentlich im Ost-West-Geschäft. Der in Frankfurt am Main tätige Geschäftsmann erhielt über Betreiben Olahs auch die österreichische Staatsbürgerschaft.
Bei der Neugründung der Kronen-Zeitung im Jahr 1959 trat Karpik als diskreter Financier im Hintergrund auf, der aber de facto als Strohmann Olahs agierte. 1968 gelang es dem jüngeren Olah-Vertrauten Kurt Falk, eine Option auf den 50 Prozentanteil Karpiks zu erlangen. Die Besitzverhältnisse an der Zeitung waren in der Folge Gegenstand mehrerer Prozesse, die am 3. Jänner 1973 mit einem Vergleich endeten, der die Hälfte-Eigentümer Hans Dichand und Kurt Falk bestätigte. Karpik schied aus der Kronenzeitung und aus der österreichischen Medienwelt aus.